# BAP Coronel Bolognesi (CL-82)
El BAP coronel Bolognesi CL-82 fue un crucero ligero de la clase Fiji que sirvió en la Armada Peruana desde 1960 hasta 1982, año en que fue dado de baja y luego en 1985 fue desguazado, anteriormente había servido en la Marina Real Británica como HMS Ceilán (C-30) o  HMS Ceylon (en inglés) desde 1943 hasta 1959, año en que fue vendido a Perú.

## Historia

### Antecedentes
En 1958 el gobierno peruano decidió dar de baja a los viejos cruceros Almirante Grau y Coronel Bolognesi, luego de 51 años de servicio, por tal razón, y en un gran esfuerzo nacional, entre 1959 y 1960 se concretó la compra de dos cruceros británicos de la clase Fiji para reemplazarlos, los que fueron el HMS Terranova (C-59) y el HMS Ceilán (C-30) que luego fueron rebautizados como los nuevos Almirante Grau y Coronel Bolognesi, prestando importantes servicios a la armada hasta principios de los 80.

### Servicio en la Royal Navy

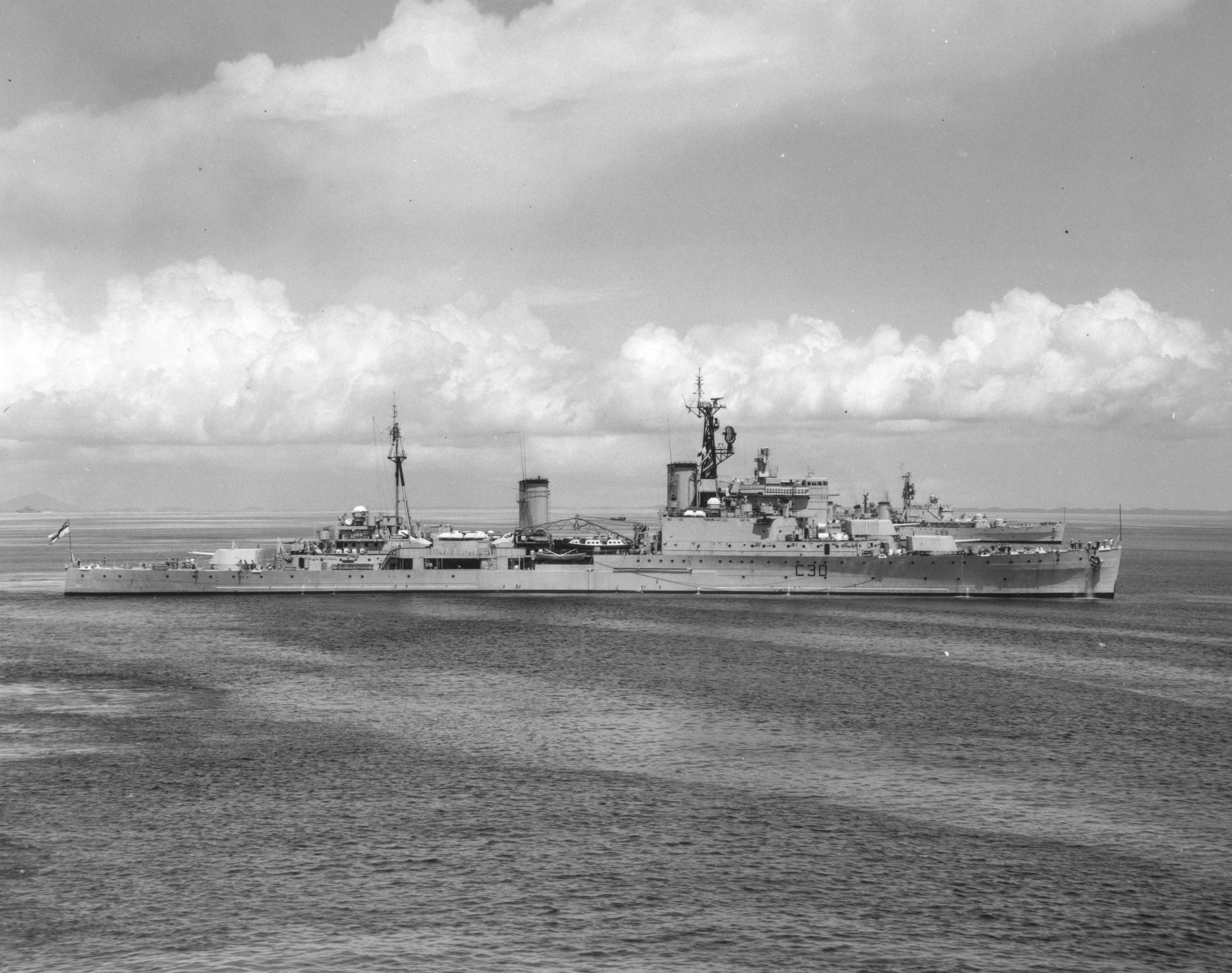
Como "HMS Ceilán (C-30)"

Fue construido para la Marina Real Británica en el astillero escocés "Alexander Stephen and Sons" de Govan en el río Clyde cerca de Glasgow, se inicio el 27 de abril de 1939 y fue terminado 3 años después el 30 de abril de 1942, se asigno el 13 de julio de 1943 y fue bautizado como HMS Ceilán (C-30), luego de su asignamiento comenzó su participación en la Segunda Guerra Mundial y después de 2 meses de servicio en la Flota nacional fue transferido a la flota oriental y en noviembre de 1944 a la flota británica del Pacífico, flota que participó en el conflicto del Océano Índico y el Pacífico.
Después del conflicto, en octubre de 1945 regresó a Reino Unido, donde fue a su sitio de construcción para realizar trabajos de mantenimiento general.
Desde 1946, el barco se trasladó a Portsmouth hasta 1950, cuando se le destinó nuevamente a las Indias Orientales y al Lejano Oriente, donde también participó durante la Guerra de Corea. En 1954 regresó a Portsmouth para una extraordinaria modernización.
De 1956 a 1959 trabajó en la flota mediterránea, en la flota nacional y al este de Suez.
El 18 de diciembre de 1959, regresó a Portsmouth y fue vendida a Perú el 30 de Diciembre de aquel año.

### Servicio peruano
En la Armada Peruana fue asignado el 9 de febrero de 1960 y llegó a su nueva base de operaciones en El Callao el 19 de marzo de aquel año, la armada peruana lo bautizó como BAP Coronel Bolognesi (CL-82) en honor al coronel del EP Francisco Bolognesi Cervantes, Gran Mariscal del Perú, último jefe peruano de la plaza de Arica, que luchó en la guerra del guano y del salitre, fue el segundo buque peruano en llamarse así.
Durante su actividad operativa con la bandera peruana, el barco participó en varios ejercicios, incluido las maniobras multinacionales de UNITAS, en 1970 participó en operaciones de socorro para las poblaciones afectadas por el terremoto de Ancash de 1970.
En 1963, después de la creación del Servicio de Aviación Naval, el Coronel Bolognesi comenzó a operar helicópteros Bell 47G.

### Reclasificación y renombramiento
El barco fue retirado del servicio activo el 9 de junio de 1981 y pasó a llamarse Pontón Perú (UAI-113), el 30 de mayo de 1982, cuando el nombre "Coronel Bolognesi" fue asignado a un destructor de la clase Friesland que entró en servicio en la Marina de Guerra de Perú el 14 de junio de 1982 que los peruanos habían comprado a los Países Bajos y lo habían renombrado como BAP Coronel Bolognesi (DD-70).

### Baja
El Pontón Perú (UAI-113) fue dado de baja el 20 de septiembre de 1982 y fue desguazado en Taiwán en 1985.